# Ferraria crispa
Ferraria crispa  (лат.) — вид цветковых растений рода Феррария (Ferraria) семейства Ирисовые (Iridaceae). В Австралии, где этот вид является сорным, он известен под названием «чёрный флаг».

## Описание
Клубневидный геофит высотой 40–100 см, облиственный и сильно разветвленный. Стебель в верхней части сильно разветвленный, с нижней стороны покрыт основаниями листьев; катафиллы и основания листовых влагалищ часто имеют бледные крапинки на красном фоне. Листьев несколько, от линейных до мечевидных, (4-)6-12 мм шириной, самый длинный у основания, с видимой главной жилкой. 
Цветки на цветоножках 40-60 мм длиной, тускло-желтые или коричневые, часто крапчатые, с гнилостным запахом; наружные листочки околоцветника 28-35 мм длиной, коготки 8-12 мм длиной, ножки до 25 мм длиной, внутренние листочки околоцветника немного короче и уже. Нити объединены в гладкий столбик длиной ±6 мм; пыльники ±3 мм длины; пыльца оранжевая. Завязь эллипсовидная, без клюва, 12-20 мм длины. Коробочки от яйцевидной до продолговатой формы, длиной 15-25 мм, на верхушке тупые или заостренные. Семена угловатые, большей частью 5-гранные, длиной ±4 мм, грани слегка морщинистые.

## Распространение и экология
Родина вида — Капская провинция ЮАР. Обитает на песчаниковых или гранитных скалах. Встречается как вдоль побережья, так и в горных местностях, проявляя адаптивность к различным экологическим условиям. Прибрежные популяции цветут ежегодно, в то время как горные популяции активно цветут лишь после пожаров.
Вид был интродуцирован в Балеарские острова, Канарские острова, Мадейра, острова Норфолк, Португалия, Южная Австралия, Испания, Виктория, Западная Австралия.
Данный вид был интродуцирован на Балеарские острова, Канарские острова, Мадейра, остров Норфолк, в Португалии, Испании и Австралии.

## Таксономия
Ferraria crispa Burm., первое упоминание в Nova Acta Phys.-Med. Acad. Caes. Leop.-Carol. Nat. Cur. 2: 199 (1761).

## Галерея

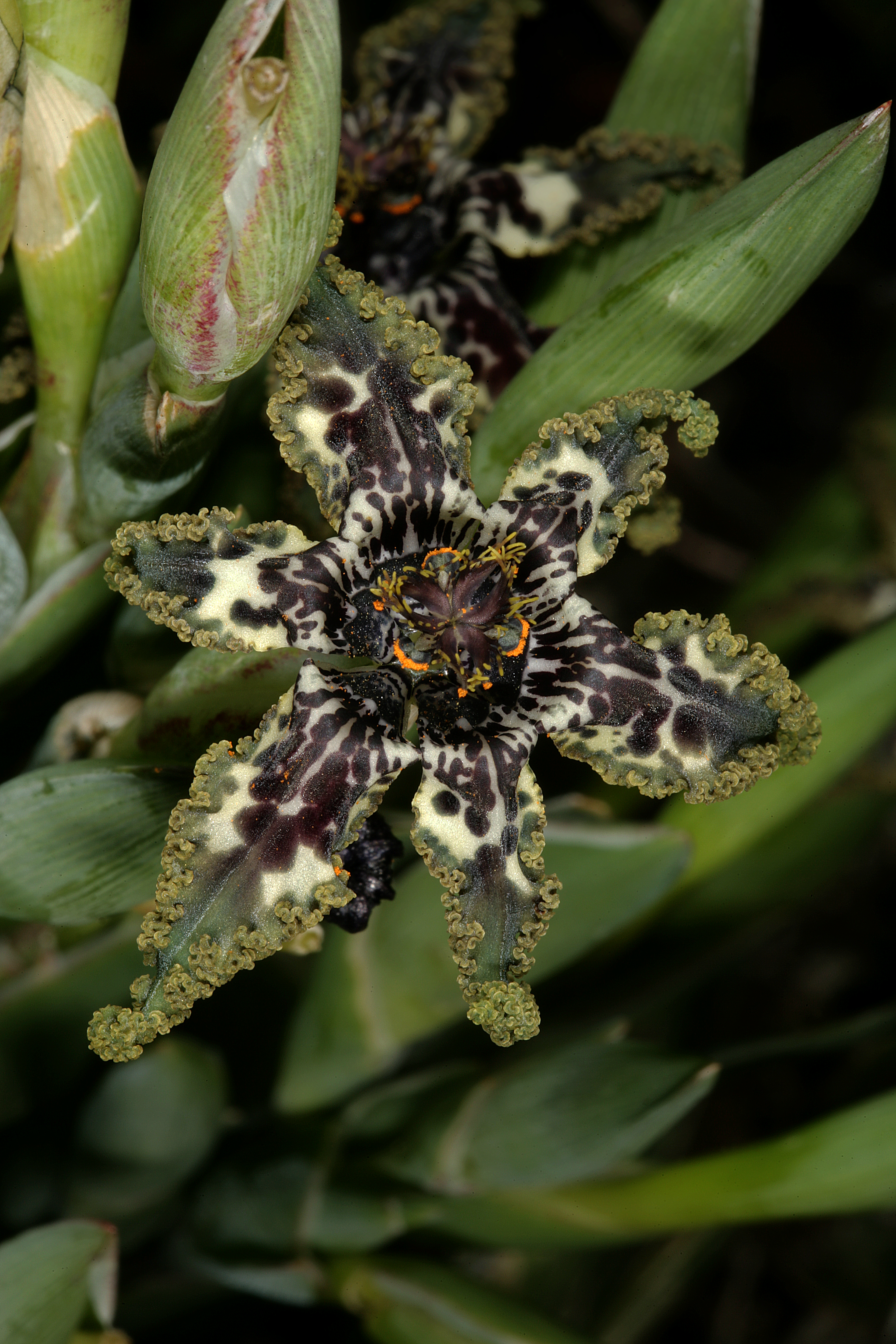
Растение из национального парка Уэст-Кост
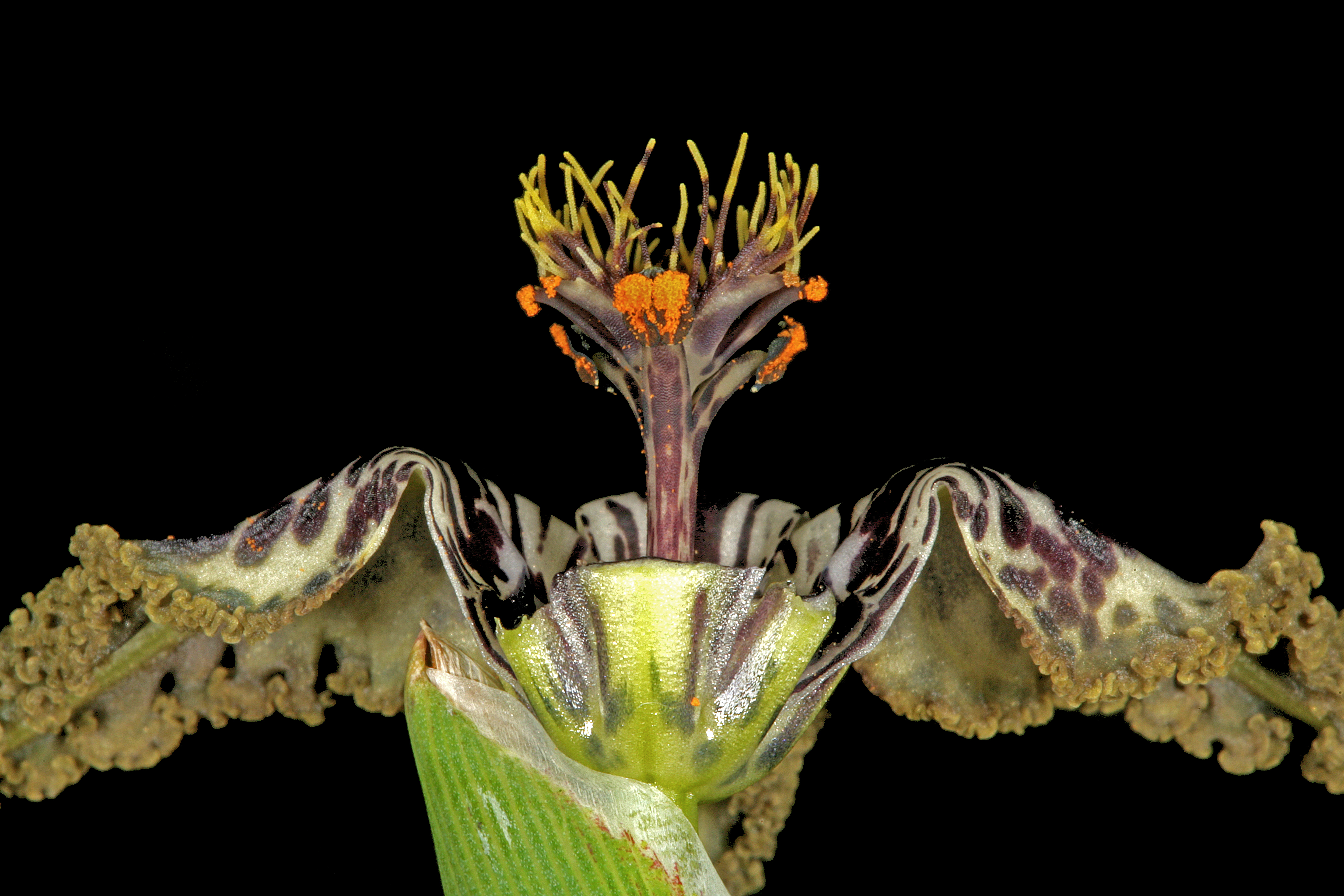
Пыльники и пестик
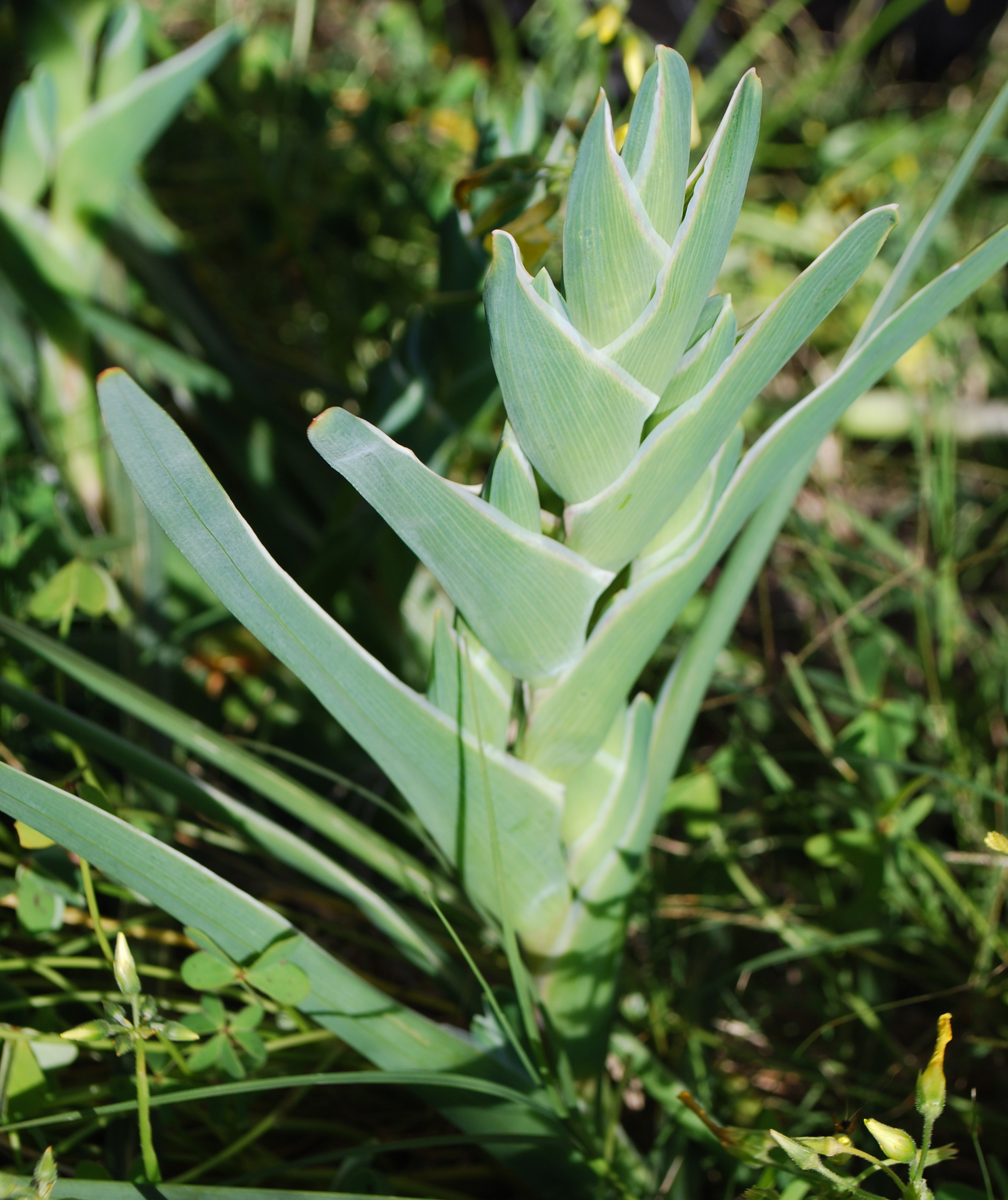
Листья

## Выращивание
Этот вид культивируется уже более 300 лет из-за своих ярких цветков, окрашенных от коричневого до желтого с волнистыми краями лепестков. Размножается семенами или делением.